# Pitcairnia micotrinensis
Pitcairnia micotrinensis là một loài thực vật có hoa trong họ Bromeliaceae. Loài này được Read miêu tả khoa học đầu tiên năm 1970.